# Ophiomastix
Genre
Synonymes
- Ophiarthrum Peters, 1851

Ophiomastix est un genre d'ophiures de la famille des Ophiocomidae.

## Description et caractéristiques
Une large partie de ces ophiures sont caractérisées par certains piquants modifiés en « massues », à l'utilité encore mal comprise. Leur allure souvent très esthétique et leur excellente rusticité en font des animaux parfois présents en aquarium. 
Ce genre intègre depuis 2019 l'ancien genre Ophiarthrum, ainsi que plusieurs espèces auparavant placées sous Ophiocoma (celles-ci n'ont pas de piquants en massue, mais la même larve lécitrophique et une grande affinité génétique). 

## Liste d'espèces
Selon World Register of Marine Species (5 novembre 2014) :
- Ophiomastix annulosa (Lamarck, 1816)
- Ophiomastix asperula Lütken, 1869
- Ophiomastix brocki O'Hara in O'Hara et al., 2018
- Ophiomastix caryophyllata Lütken, 1869
- Ophiomastix corallicola H.L. Clark, 1915
- Ophiomastix elegans Brock, 1888
- Ophiomastix endeani (Rowe & Pawson, 1977)
- Ophiomastix flaccida Lyman, 1874
- Ophiomastix janualis Lyman, 1871
- Ophiomastix koehleri Devaney, 1977
- Ophiomastix lymani (de Loriol, 1893)
- Ophiomastix marshallensis Devaney, 1978
- Ophiomastix mixta Lütken, 1869
- Ophiomastix occidentalis (H.L. Clark, 1938)
- Ophiomastix ornata Koehler, 1905
- Ophiomastix palaoensis Murakami, 1943
- Ophiomastix stenozonula Devaney, 1974
- Ophiomastix variabilis Koehler, 1905
- Ophiomastix venosa Peters, 1851
- Ophiomastix wendtii (Müller & Troschel, 1842) (Caraïbes)

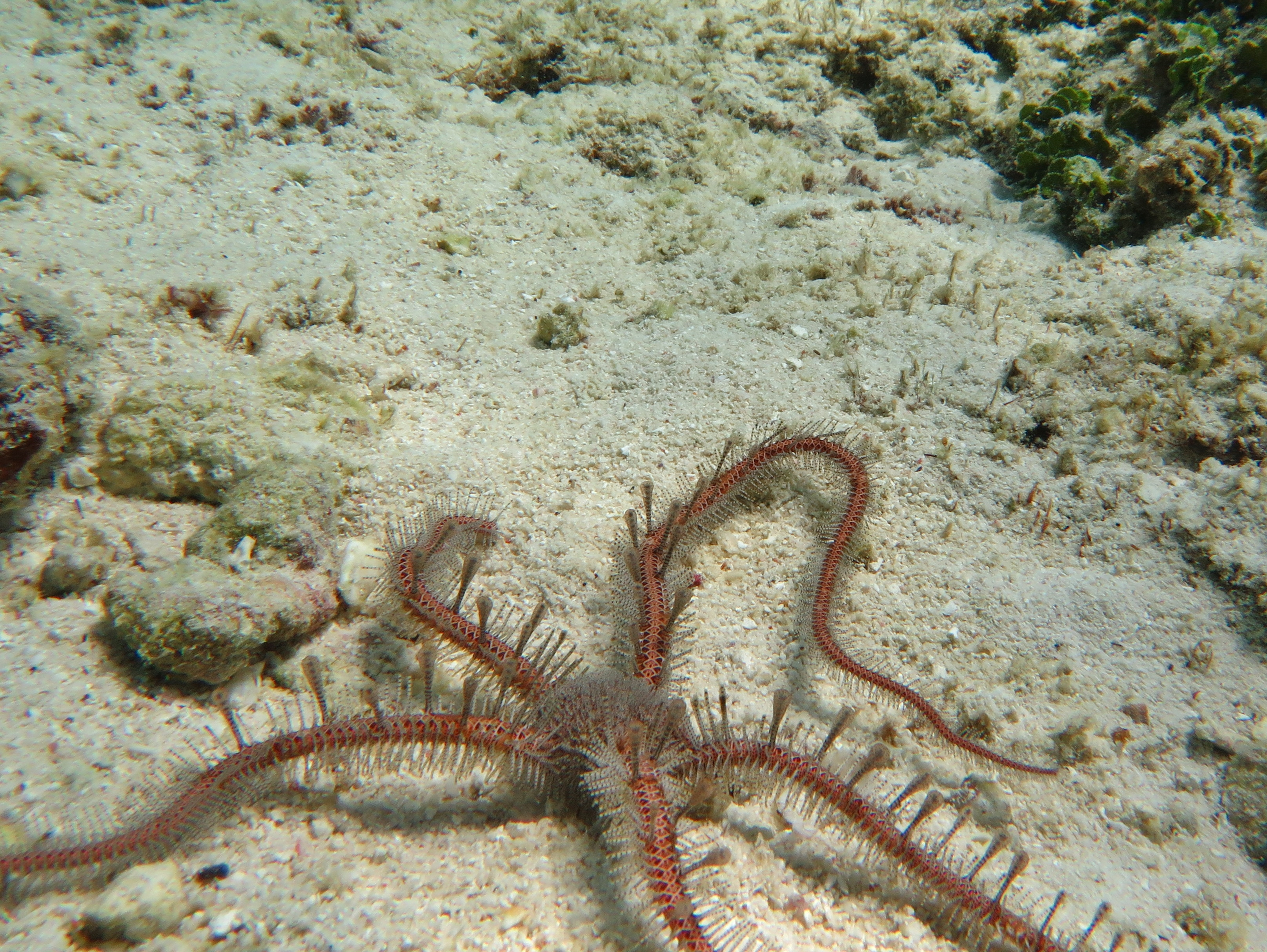
Ophiomastix annulosa aux Maldives.
Ophiomastix asperula (spécimen séché en muséum).
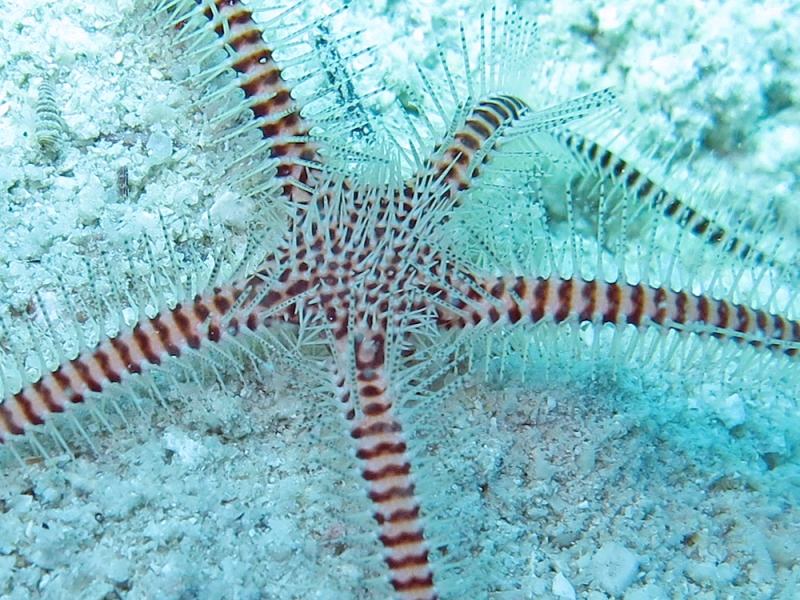
Ophiomastix caryophyllata en Australie.
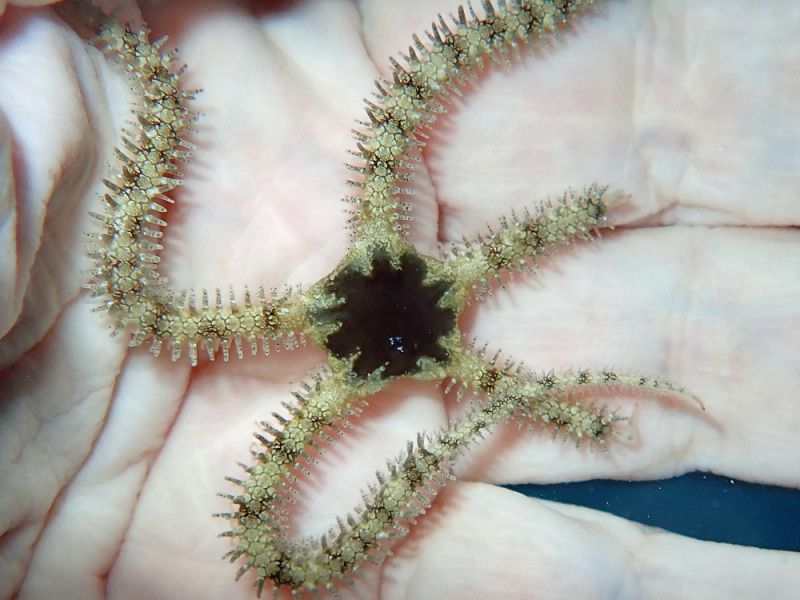
Ophiomastix elegans en Australie.
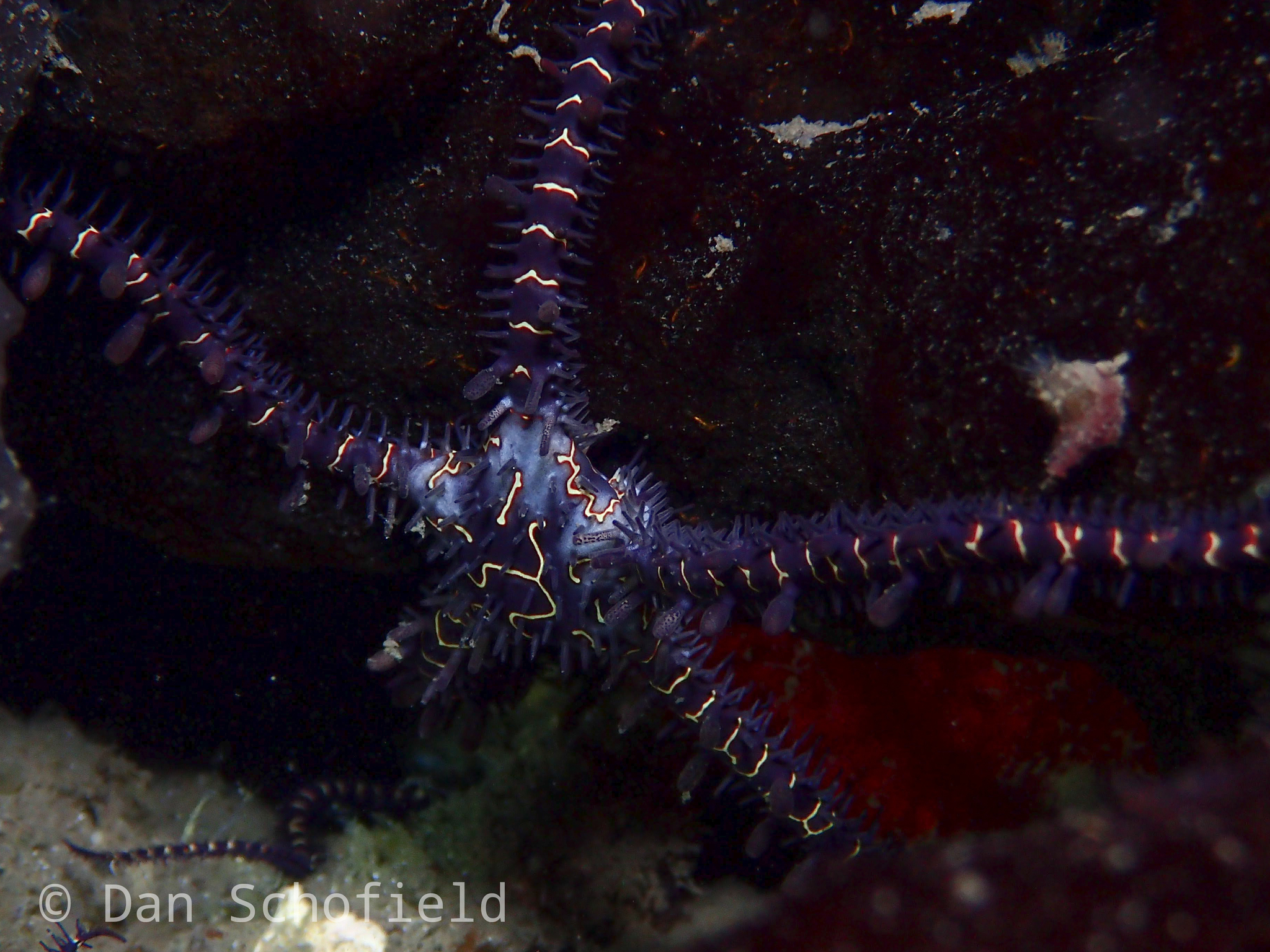
Ophiomastix flaccida en Indonésie.
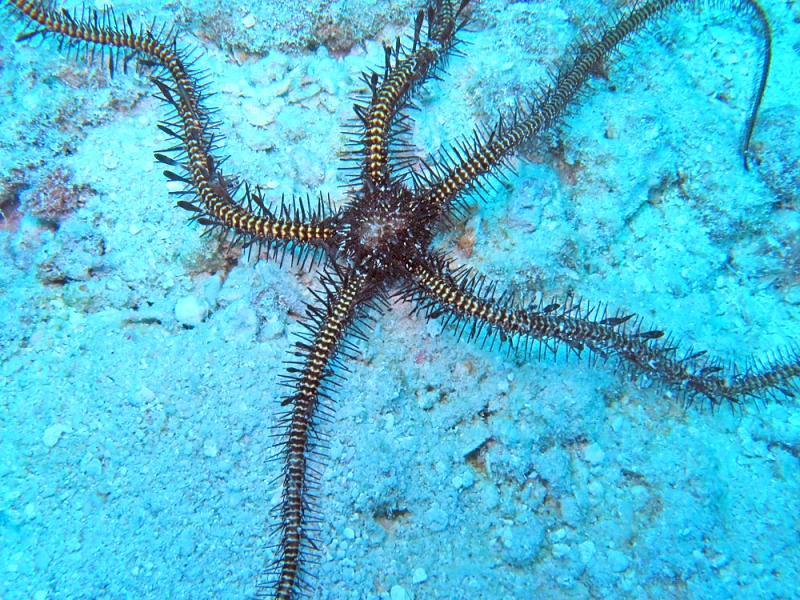
Ophiomastix janualis en Australie.
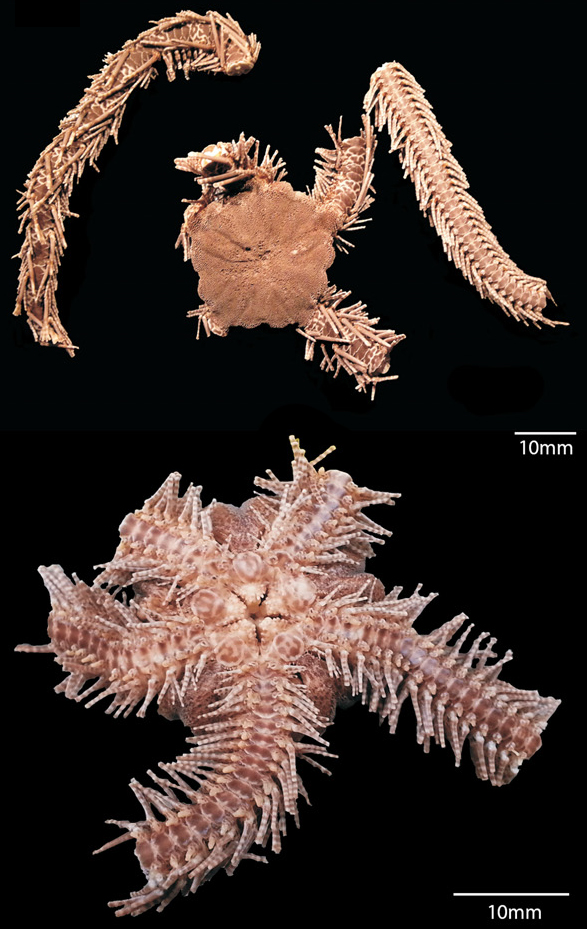
Ophiomastix koehleri.
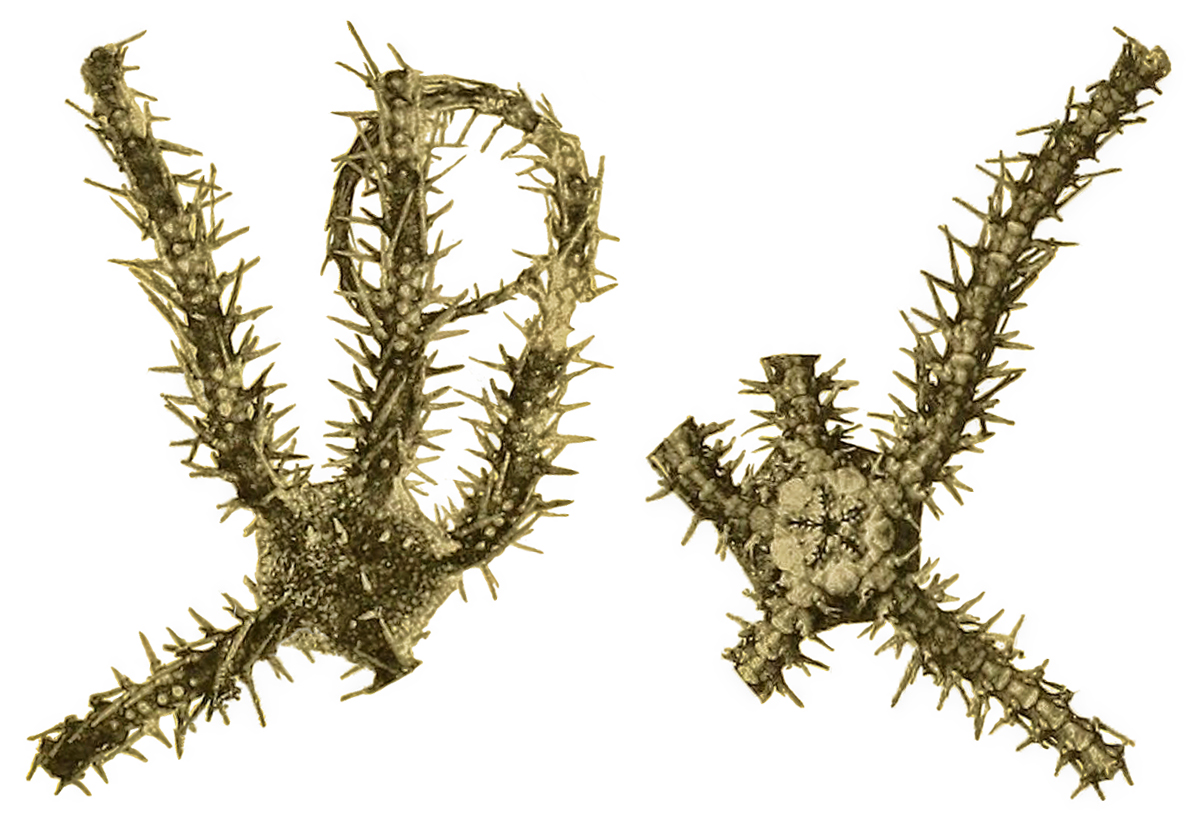
Ophiomastix macroplaca.
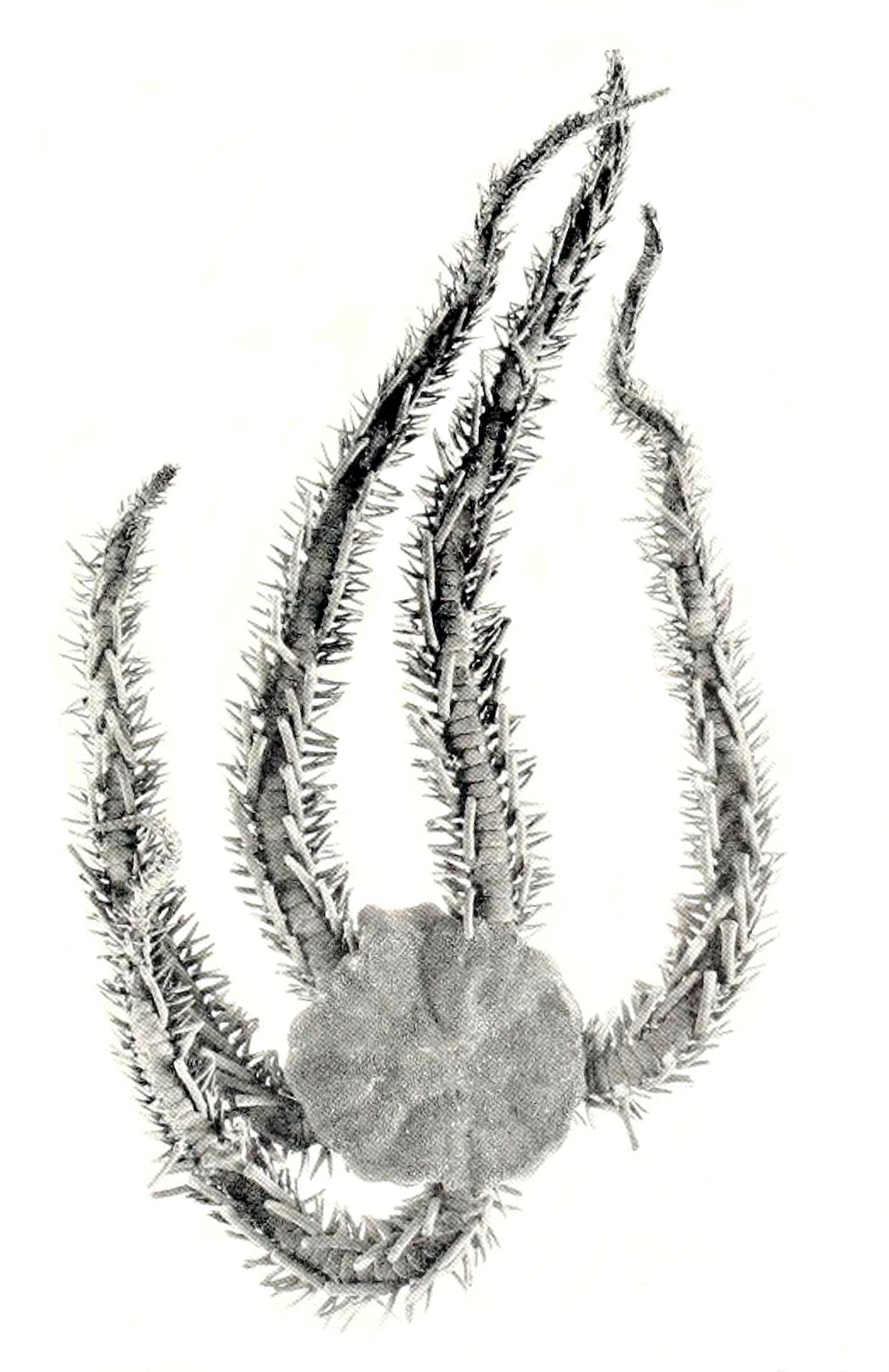
Ophiomastix occidentalis.
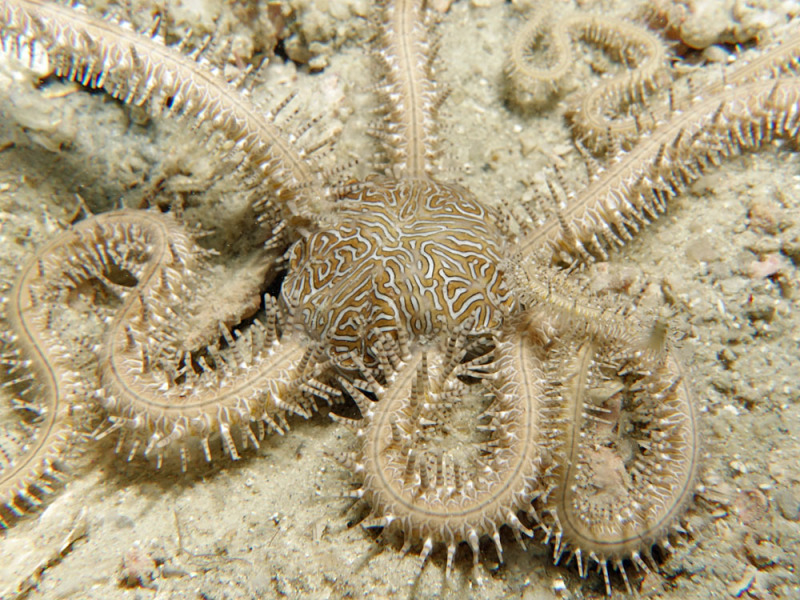
Ophiomastix pictum.
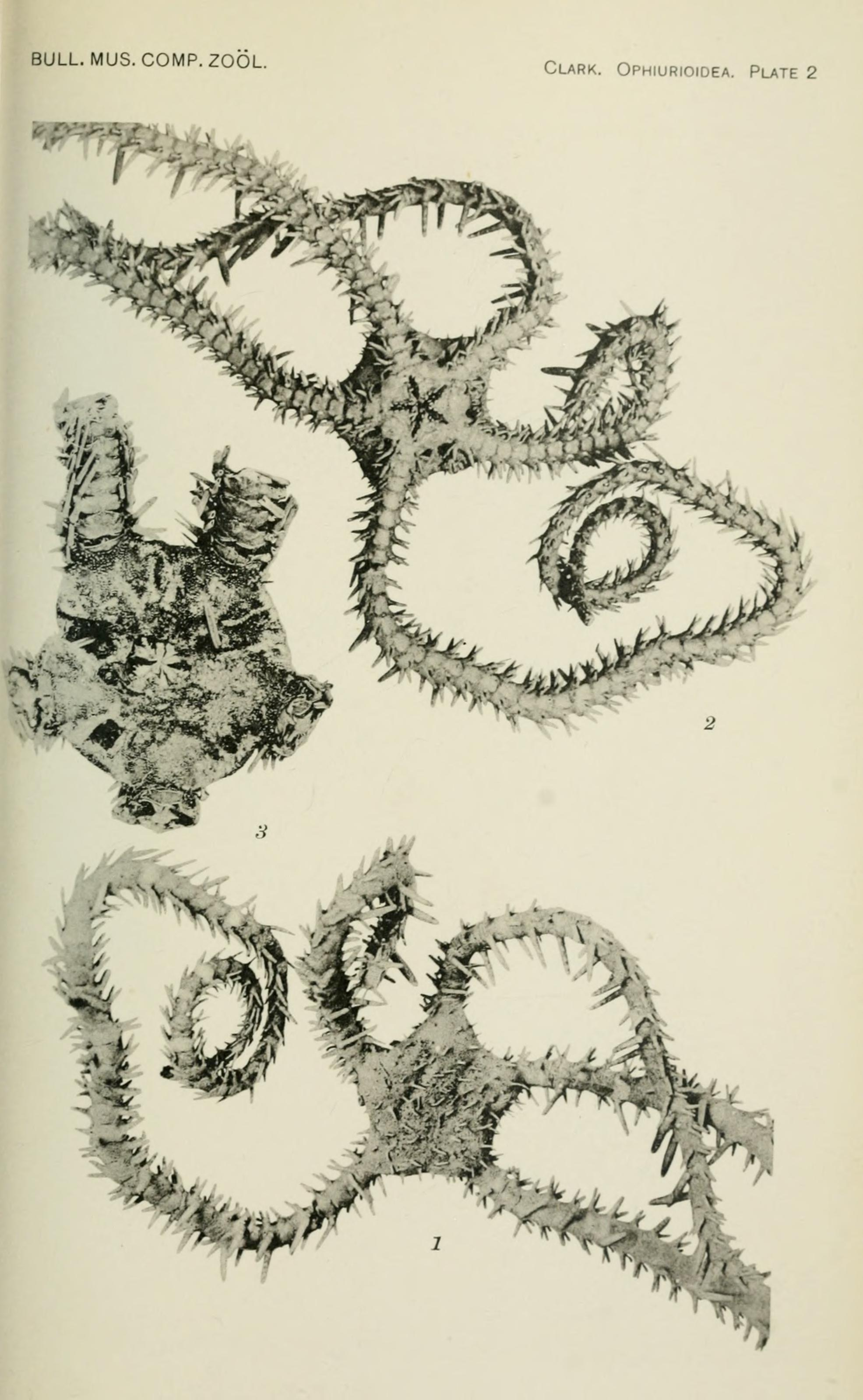
Ophiomastix variabilis
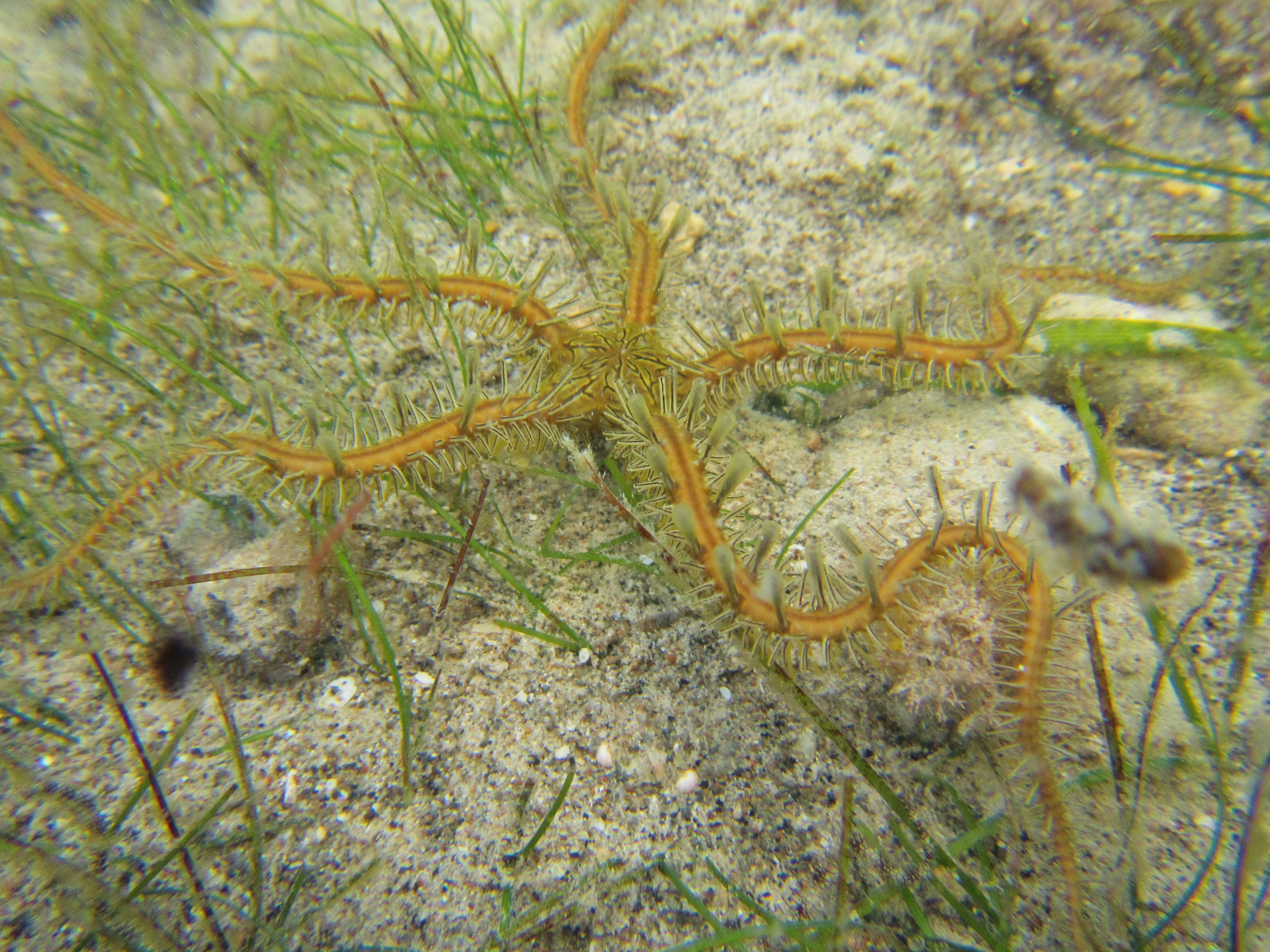
Ophiomastix venosa à Mayotte.
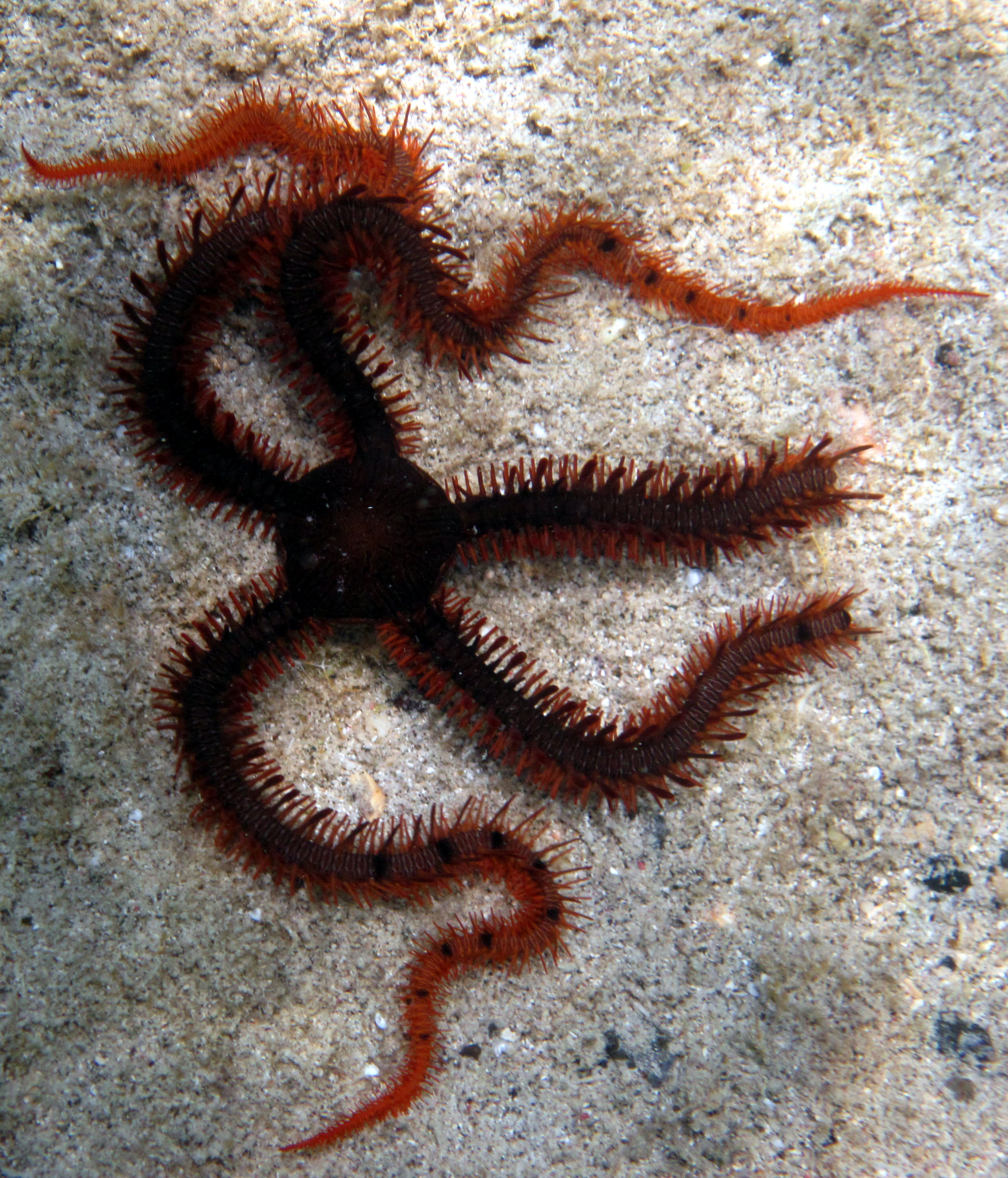
Ophiomastix wendtii